# イヤク湖
イヤク湖（英語、Eyak Lake）は、アメリカ合衆国・アラスカ州にある湖。北緯60度33分09秒、西経145度40分18秒に位置する。付近にはコードバの町がある。湖岸にはコードバ地方空港が設置されており、湖面の一部を利用して水上機の発着が行われている。この湖は、長さが約4.8km程あって、アルファベットの「Y」の字のような形状をしている。「イヤク（Eyak）」という名称は、かつて付近に存在したネイティブ・アメリカンの村の名称にちなんだものである。また、付近にはイヤク湖ダム（Eyak Lake Dam）という物が作られている。